# Жигимонт, Пётр Иванович
Пётр Иванович Жигимо́нт (1914—2003) — советский живописец. Заслуженный художник РСФСР (1949). Лауреат Сталинской премии второй степени (1949).

## Биография
Родился в 1914 году в Мариуполе (ныне Донецкая область Украина). В 1934—1937 годах учился в ХГХИ в Харькове (окончил экстерном в 1950 году), в 1937—1939 годах — в ЛИЖСА имени И. Е. Репина. С 1938 года участник художественных выставок. С 1946 года в СВХ имени М. Б. Грекова. С 1949 года член СХ СССР. Вместе с коллегами участвовал в восстановлении живописной панорамы «Бородинская битва» в Москве и в создании крупнейшей панорамы «Разгром немецко-фашистских войск под Сталинградом», которая экспонируется в музее-панораме «Сталинградская битва» (Волгоград).
В 1992 году переехал в Германию, где и дальше был активен как художник. Умер в Кёльне 2003 году.

## Награды и премии
- Сталинская премия второй степени (1949) — за участие в создании диорамы «Форсирование Днепра войсками Советской Армии»[1]
- премия имени Вита Неедлы (ЧССР) (1972) — за работу над интернациональной темой
- заслуженный художник РСФСР (1949)
- орден Отечественной войны II степени (6.11.1985)
- орден Красной Звезды (1955)
- два ордена «Знак Почёта» (1971, 1975)
- медаль «За победу над Германией в Великой Отечественной войне 1941-1945 гг.»
- медаль «За боевые заслуги»
- медаль «За оборону Москвы»
- Золотая медаль имени М. Б. Грекова (1968) — за участие в воссоздании панорамы Ф. А. Рубо «Бородинская битва»
- Почётная медаль Советскорго фонда мира (1982) — за участие в создании панорамы «Сталинградская битва»